# 格林布賴爾 (阿肯色州)
格林布賴爾（英語：Greenbrier）是一個位於美國阿肯色州福克納縣的城市。

## 地理
格林布賴爾的座標為35°13′46″N 92°23′21″W / 35.22944°N 92.38917°W，而該地的平均海拔高度為110米（即361英尺）。

## 人口
根據2020年美國人口普查的數據，格林布賴爾的面積為20.55平方千米，皆為陸地。當地共有人口5707人，而人口密度為每平方千米277人。